# Calyptranthes yaraensis
Calyptranthes yaraensis är en myrtenväxtart som beskrevs av Ignatz Urban. Calyptranthes yaraensis ingår i släktet Calyptranthes och familjen myrtenväxter. Inga underarter finns listade i Catalogue of Life.